# Валя-Ларге (Прахова)
Валя-Ларге (рум. Valea Largă) — село у повіті Прахова в Румунії. Входить до складу комуни Валя-Келугеряске.
Село розташоване на відстані 59 км на північ від Бухареста, 13 км на схід від Плоєшті, 89 км на південний схід від Брашова.

## Населення
За даними перепису населення 2002 року у селі проживали 683 особи, з них 681 особа (99,7%) румунів. Рідною мовою 681 особа (99,7%) назвала румунську.